# Euvend & coffeena
Die euvend & coffeena (früher Eu’Vend Untertitel Die internationale Fachmesse für Vending und Kaffee) war eine Fachmesse für die Verkaufsautomatenbranche („Vending“). Sie wurde in der Regel alle zwei Jahre von der Koelnmesse auf dem Messegelände in Köln in einer Halle organisiert. Kooperationspartner aus der Industrie war der Bundesverband der Deutschen Vending-Automatenwirtschaft (BDV).
Die Messe war ausschließlich für Fachbesucher geöffnet und richtete sich sowohl an die Betreiber von Verkaufsautomaten als auch an diejenigen, die Lösungen für Mitarbeiter- bzw. Kundenverpflegung suchen. Aussteller kamen aus den Branchen für Heißgetränke, Füllprodukte, Kaffeesysteme, Wasserspender und -filter sowie Becher und Bezahlsysteme.

## Geschichte
Bis einschließlich 2001 stellte die Branche ihre Produkte auf der Anuga aus. Dann entschied man sich, eine eigenständige Veranstaltung – die Eu’Vend, später umbenannt in euvend & coffeena – zu gründen. Bei der ersten Messe 2003 präsentierten sich 178 Unternehmen aus 13 Ländern. Insgesamt kamen an den drei Messetagen 3.968 Fachbesucher aus 49 Ländern.
Bei der euvend & coffeena im Mai 2019 stellten nach Angaben der Veranstalter 162 Aussteller aus 22 Ländern aus und es wurden 4.200 Besucher aus 66 Ländern gezählt. 2015 wurden über 5.000 Fachbesucher genannt.
Nachdem für 2020 eine Terminzusammenlegung mit der Orgatec geplant war, wurde die Messe coronabedingt zunächst auf 2022 verschoben, dieser Termin jedoch im Mai 2022 ebenfalls abgesagt. Bis zum Jahr 2025 ist nach Information des BDV keine Veranstaltung mehr durchgeführt worden oder in Planung. Die Messehomepage ist abgeschaltet.
Seit 2007 zeichneten die Veranstalter die Aussteller besonders innovativer Produkte und Lösungen mit dem so genannten Vending Star in verschiedenen Kategorien aus.